# Phelotrupes compressidens
Phelotrupes compressidens är en skalbaggsart som beskrevs av Leon Fairmaire 1891. Phelotrupes compressidens ingår i släktet Phelotrupes och familjen tordyvlar. Inga underarter finns listade i Catalogue of Life.